# Hao szigetcsoport
A Hao szigetcsoport (franciául: Îles Hao) Francia Polinézia egyik közigazgatási területe. A szigetcsoport a Tuamotu-szigetek egyik alcsoportja, amely kis korallszigetekből áll.
A Tuamotu-szigeteket legelőször a polinéziai emberek népesítették be, akiknek közös nyelvük és kultúrájuk van. A Hao szigetcsoport a Tuamotu szigetcsoport középső részén található.

## Története
Az első európai, aki feljegyezte a Hao szigetet Pedro Fernández de Quirós portugál hajós volt 1606-ban. Őt José Andía és Varela követte 1774-ben.
Louis Antoine de Bougainville francia felfedező a szigetnek a hárfa nevet adta, az alakja után. Bizonyos térképeken Bow Island (Nyíl-sziget) néven is szerepelt.
A Hao volt az első sziget a Tuamotu-szigetek közül, amelyet Fabian Gottlieb von Bellingshausen orosz felfedező meglátogatott 1820-ban hajóival, a Vosztok-kal és a Mirnij-jel.
Hao gazdaságilag a rajta elhelyezkedő katonai támaszpontra támaszkodott, amelyet 2002-ben bezártak. Ezzel egyetemben megszüntették itt az áramellátást, a sótalanítást és a kórház is bezárt. 2005-ben a sótalanítás egy új, modern üzemmel újraindult és az áramellátás is elindult. 2006-ban a Hao szigetek fő településére napelemeket telepítettek.

## Atolljai
A Hao szigetcsoport a következő 8 atollból áll:
- Ahunui (268 fő (2007), 25 km²)
- Amanu (163 fő (2007), 9,6 km², lagúnával együtt 240 km²)
- Hao (1342 fő (2007), 50 km², lagúnával együtt 720 km²)
- Manuhangi (lakatlan, 1 km²)
- Nengonengo (lakatlan, 9 km²)
- Paraoa (lakatlan, 4 km²)
- Rekareka (vagy más néven Tehuata - lakatlan, 1,6 km²)
- Tauere (5 fő (2007), 2 km²)

## Közigazgatás
A Hao szigetcsoport egy közigazgatási területet (commune) jelöl.